# 2 Bootis
2 Bootis (2 Boo / HD 119126 / HR 5149) es una estrella en la constelación de Bootes de magnitud aparente +5,63.
Se encuentra a 322 años luz del sistema solar.
2 Bootis es una gigante amarilla de tipo espectral G9III cuya temperatura superficial es de aproximadamente 4800 K.
Brilla con una luminosidad 63 veces superior a la luminosidad solar.
La medida de su diámetro angular en banda K —0,98 ± 0,01 milisegundos de arco— permite evaluar su diámetro, siendo éste 10,4 veces más grande que el del Sol; su tamaño es algo más pequeño que el de otras gigantes amarillas semejantes como Vindemiatrix (ε Virginis) o Capella A (α Aurigae).
2 Bootis gira sobre sí misma lentamente, siendo su velocidad de rotación proyectada de 1,3 km/s.
Tiene una masa de 2,4 masas solares y su edad —sobre la que no existe consenso— se sitúa en un amplio rango entre 710 y 2680 millones de años.
2 Bootis exhibe una metalicidad inferior a la del Sol, siendo su abundancia relativa de hierro un 24% menor que la de éste ([Fe/H] = -0,12).
Los niveles de elementos como silicio, calcio y bario muestran niveles próximos a los solares, mientras que itrio y otros elementos de las tierras raras presentan abundancias relativas comparables a la de hierro.